# Kwik (Pisz)

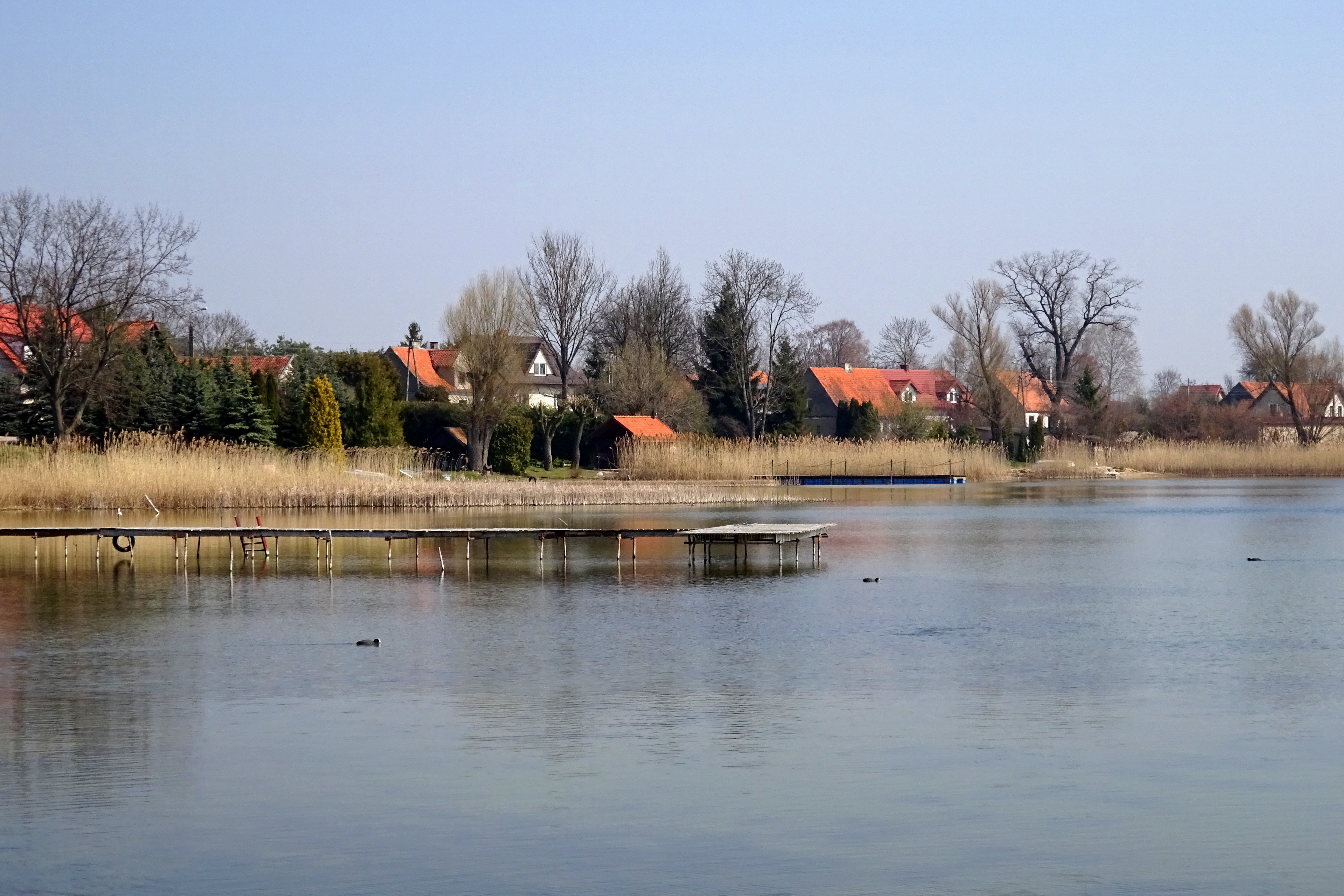
Kwik (2019)

Kwik (deutsch Quicka) ist ein Dorf in der polnischen Woiwodschaft Ermland-Masuren, das zur Gmina Pisz (Stadt- und Landgemeinde Johannisburg) im Powiat Piski (Kreis Johannisburg) gehört.

## Geographische Lage
Kwik liegt am Nordufer des Biallolawker Sees (auch: Sandecksee, polnisch Jezioro Białoławki) in der östlichen Woiwodschaft Ermland-Masuren, zwölf Kilometer nördlich der Kreisstadt Pisz (deutsch Johannisburg).

## Geschichte
Das nach 1785 Quika genannte kleine Dorf wurde 1434 durch den Deutschen Ritterorden als Freigut mit 30 Hufen nach kölmischem Recht gegründet. 
Von 1874 bis 1945 war Quicka in den Amtsbezirk Seegutten eingegliedert.
Die Zahl der Einwohner belief sich im Jahr 1910 auf 300, betrug 1933 noch 296 und verringerte sich bis 1939 auf 247.
Aufgrund der Bestimmungen des Versailler Vertrags stimmte die Bevölkerung im Abstimmungsgebiet Allenstein, zu dem Quicka gehörte, am 11. Juli 1920 über die weitere staatliche Zugehörigkeit zu Ostpreußen (und damit zu Deutschland) oder den Anschluss an Polen ab. In Quicka stimmten 200 Einwohner für den Verbleib bei Ostpreußen, auf Polen entfielen keine Stimmen.
1945 kam Quicka in Kriegsfolge mit dem gesamten südlichen Ostpreußen zu Polen und erhielt die polnische Namensform „Kwik“. Heute ist das Dorf Sitz eines Schulzenamtes (polnisch Sołectwo) und als solches eine Ortschaft im Verbund der Stadt- und Landgemeinde Pisz (Johannisburg) im Powiat Piski (Kreis Johannisburg), bis 1998 der Woiwodschaft Suwałki, seither der Woiwodschaft Ermland-Masuren zugehörig. Im Jahre 2011 zählt Kwik 114 Einwohner.

## Religionen
Bis 1945 war Quicka in die evangelische Kirche Adlig Kessel in der Kirchenprovinz Ostpreußen der Kirche der Altpreußischen Union sowie in die römisch-katholische Kirche Johannisburg im Bistum Ermland eingepfarrt. 
Heute gehört Kwik katholischerseits zur Pfarrei Kociołek Szlachecki im Bistum Ełk der Römisch-katholischen Kirche in Polen. Die evangelischen Einwohner halten sich zur Kirchengemeinde in Pisz in der Diözese Masuren der Evangelisch-Augsburgischen Kirche in Polen.

## Schule
Quicka wurde 1745 ein Schulort.

## Verkehr
Kwik liegt westlich der polnischen Landesstraße 63 und ist von dort auf einer Stichstraße zu erreichen. Eine Bahnanbindung besteht nicht. 
Bis 1945 war Adlig Kessel (= „Kessel (Ostpr.)“, polnisch Kociołek Szlachecki) die nächstgelegene Bahnstation an der – dann aufgegebenen – Bahnstrecke Lötzen–Johannisburg.